# هنر بین‌النهرین

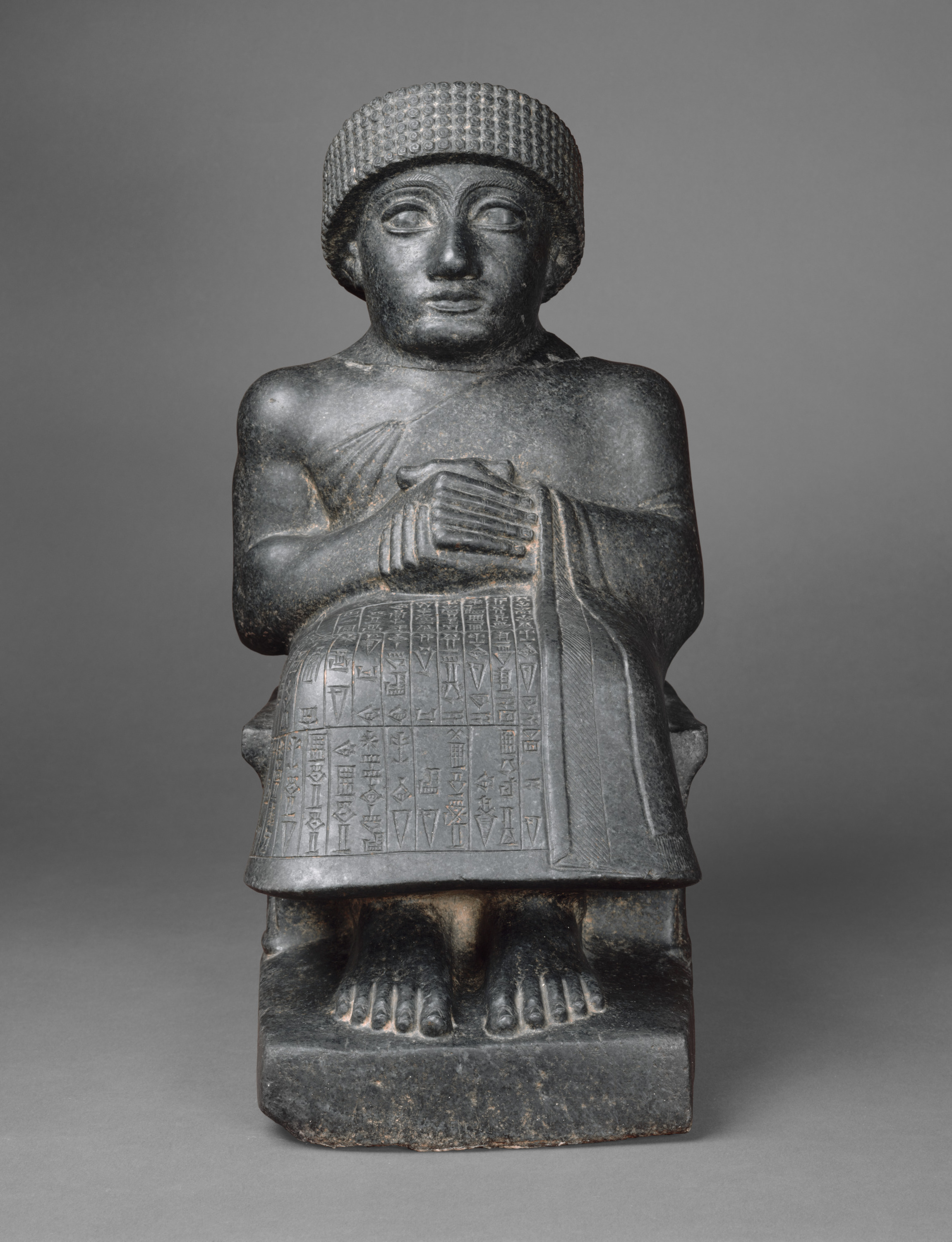
مجسمه گودئآ ، مربوط به دوره سومر نوین

هنر میان‌رودان یا هنر بین‌النهرین، دربردارندهٔ هنر بابلی، هنر سومری، هنر آشوری و هنر اکدی در عصر مفرغ می‌باشد که بعدها بابل نوین و آشور نوین در عصر آهن ادامه دهنده هنر آن‌ها بودند. به دنبال پیروزی‌های مکرّر و قدرت یافتن برخی از دولتشهرهای این منطقه تدریجاً دو پادشاهی گسترده در جنوب، نخست سومر و سپس بابل؛ و نیز دو پادشاهی بزرگ در شمال میان‌رودان، نخست اکدّ و به دنبال آن آشور پایدار و تاریخ‌ساز شدند.
بین النهرین معمولاً به عنوان گهواره تمدن در جهان شناخته می‌شود و قدیمی‌ترین اتفاقات بشری و فرهنگی از جمله اولین خط نوشتاری در این منطقه دیده می‌شود. هنر میان‌رودان با هنر مصر باستان در منطقه اوراسیا رقابت پیچیده و بزرگی داشت تا اینکه در قرن ششم پیش از میلاد تمدن هخامنشی این تمدن را فتح و نابود کرد. انواع مختلفی از مجسمه‌های کوچک و بزرگ از جنس ماسه سنگ و همچنین نقاشی‌های متفاوت بر روی اشیای کاربردی مثل ساز و صندوقچه و همچنین تعداد زیادی مهرهای سیلندری با ترکیب بندی‌های داستانی از این منطقه به جا مانده است.

## دوره اوروک
این دوره از نام شهری در جنوب بین‌النهرین به نام اوروک(حدود 4000 تا 3100 پ.م) شکل گرفته‌است. در این دوره اولین نشانه‌های ظهور یک شهر و شروع تمدن سومر و همچنین اولین عصر از خلاقیت در هنر بین‌النهرین به حساب می‌آید. کمی زودتر شهر تل براک در شمال بین النهرین، واقع در سوریه امروزی، شروع به پیشرفت فرهنگ و تمدن خود کرد و به توسعه یک معبد که اهمیت زیادی در منطقه داشت پرداخت. به این معبد، معبد چشم می‌گویند چراکه تعداد زیادی مجسمه با چشمان بزرگ که احتمالاً جنبه نیایشی داشتند، در داخل آنجا کشف شده‌است.
از آثار با اهمیت در شهرهای جنوب سومری، می‌توان ظرف وارکا و کوزه اوروک با نقوشی تلفیقی و پیچیده از فیگورهای انسانی و حیوانی و سردیس زنی موسوم به "نقاب وارکا" اشاره کرد. این سردیس نسبت به مجسمه‌های تل براک بیشتر به واقعگرایی نزدیک است و احتمال میرود که بدن این سردیس جنسی چوبی داشته‌است. چیزی که از این مجسمه باقی مانده تنها چهارچوب اصلی سر وی است که با سیم‌های طلایی به عنوان مو و سنگ و صدف‌های دریایی تزئین می‌شده‌است. ماده‌شیر گونل مجسمه‌ای منحصربفرد و قدرتمند در اندازه کوچک است که تلفیقی از فیگور یک شیر و انسان را نشان می‌دهد و احتمالاً مربوط به دوره بعد از اوروک است. 

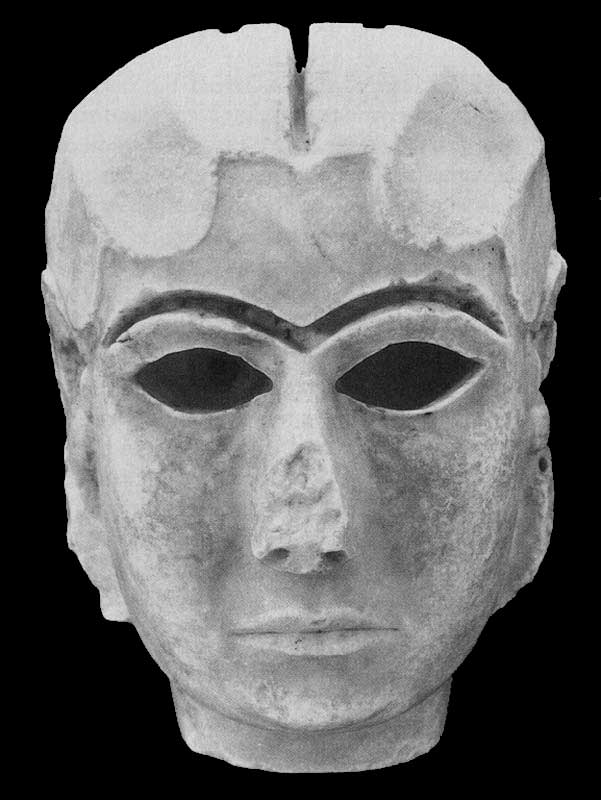
سردیس زن اوروک
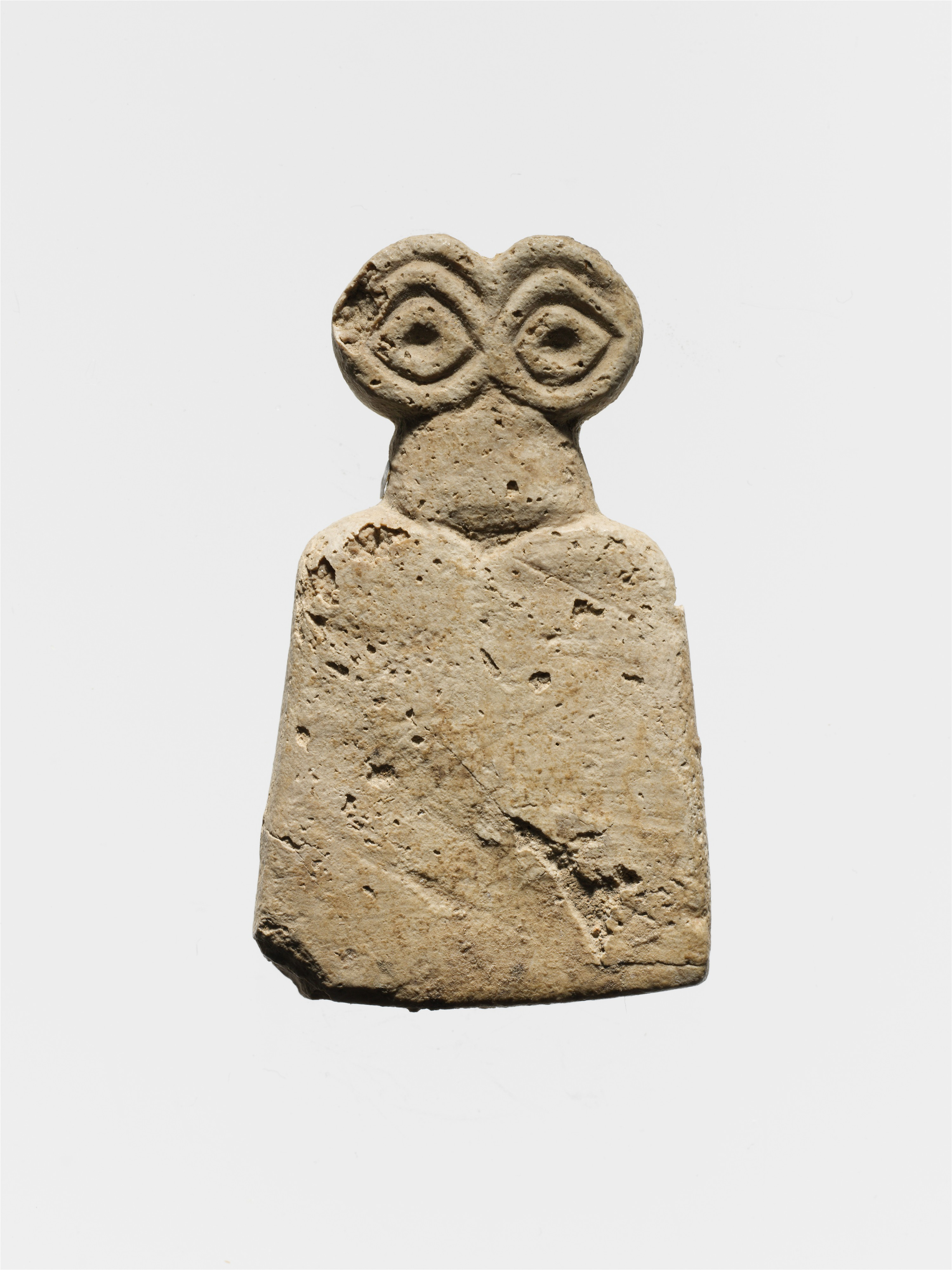
مجسمه ای در معبد چشم واقع در تل براک

## هنر سومری
نخستین قوم بزرگ و پایداری که در میان‌رودان جنوبی مستقر شدند سومریان بودند.
سومریان در میانهٔ هزاره چهارم اولین خط جهان یعنی خط میخی را اختراع کردند و به وسیلهٔ آن دین و فرهنگ و هنر خود را به نواحی مجاور (خصوصاً به آشوریان و هخامنشیان) گسترش دادند. آن‌ها در انواع هنرهای اصلی چون معماری، پیکرتراشی، نقش‌برجسته‌کاری و نقاشی و هنرهای فرعی مشتمل بر سفالگری، مفرغ‌کاری، عاجکاری، شیشه‌گری چند رنگ٬منبت‌کاری روی چوب، زرگری، ترصیع سنگ‌های قیمتی٬ریخته‌گری و بافندگی مهارت و پیشرفت داشتند. بسیاری از نقوش تزئینی موضوع حیوانی و به صورت قرینه و دارای ریزه کاری‌های فراوان هستند که می‌توان از نمونه‌های برجسته در این دوره، به چنگی کشف شده در یک قبرستان واقع در اور اشاره کرد. 
در آغاز هزارهٔ سوم، سفالگری و لعابکاری کاشی منقوش در آن ناحیه - که شامل بخشی از خاک خوزستان امروزی تا کوه‌های بختیاری نیز بود و کلاً عیلام خوانده می‌شد - به کمال ظرافت و زیبایی رسید، و آثار مکشوف در شوش ایران و ارپاچیهٔ عراق نمایانگر آن است.

## هنر اکدی

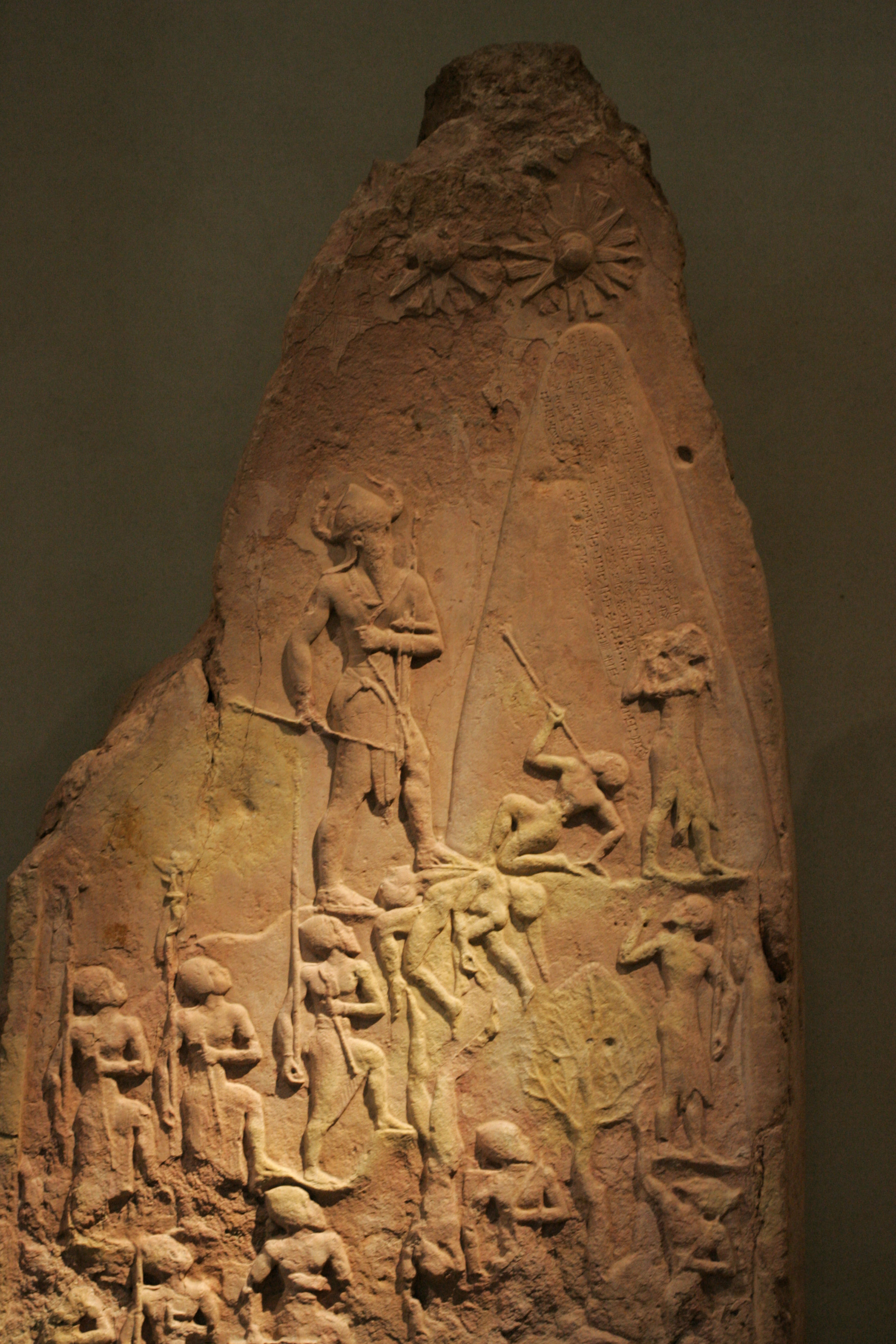
پیروزی پادشاه نارام سین ، از جنس سنگ ماسه صورتی ، هنر اکدی، 2254-2213 ق.م

امپراتوری اکدی بین 2154 تا 2271 پ.م نه تنها بر سرزمین میان رودان، بلکه در سایر مناطق قلمروی شام نیز کنترل داشت. اکدی‌ها از نژاد سومری نبودند و به زبان سامی صحبت می‌کردند اما در اوایل حکومت خود، نشانه‌هایی از هنر سومری در آثارشان دیده می‌شود. هنر اکد تأکید زیادی بر امپراتوری و پادشاه داشت و در آثاری مثل مهره‌ها رویکرد رئالیستی به آرامی در حال افزایش است.
از معروف‌ترین آثار این دوره می‌توان به لوح پیروزی نارام سین بر قوم لولوبی ها اشاره کرد. در این لوح نارام سین در بالای کوه در حال کشتن پادشاه لولوبی‌ها است و در حالتی آرمانی و نوعی الوهیت قرار دارد. شاخ روی سر و دو خورشید بالای سر او نشانی از این ادعاست. اندازه این لوح شش فوت و هفت اینچ است و جنس آن از ماسه سنگ صورتی است. 

## هنر بابلی
هنر بابلی یکی از درخشان‌ترین هنرهای تمدن کهن است. پس از سومر جدید، بابلی‌ها به قدرت رسیدند. حمورابی مهم‌ترین پادشاه بابلی بود و وضع قوانین توسط او به اولین قوانین مدون و نگاشته شده بشری موسوم است. لوح حمورابی (۱۷۰۰ ق. م) و کتیبه و نقش برجستهٔ سنگی با پیکره شماش (قرن ۹ ق. م) از آثار هنری برجسته این دوره‌اند. در لوح حمورابی در قسمت بالا حمورابی از خدای خورشید فرمان می‌گیرد. البته هنر بابلی همانند تمدن بابل دو دوره دارد. در دوره دوم دروازه ایشتار ساخته شد که برجسته‌ترین اثر هنری بابل نوین است.

## هنر آشوری

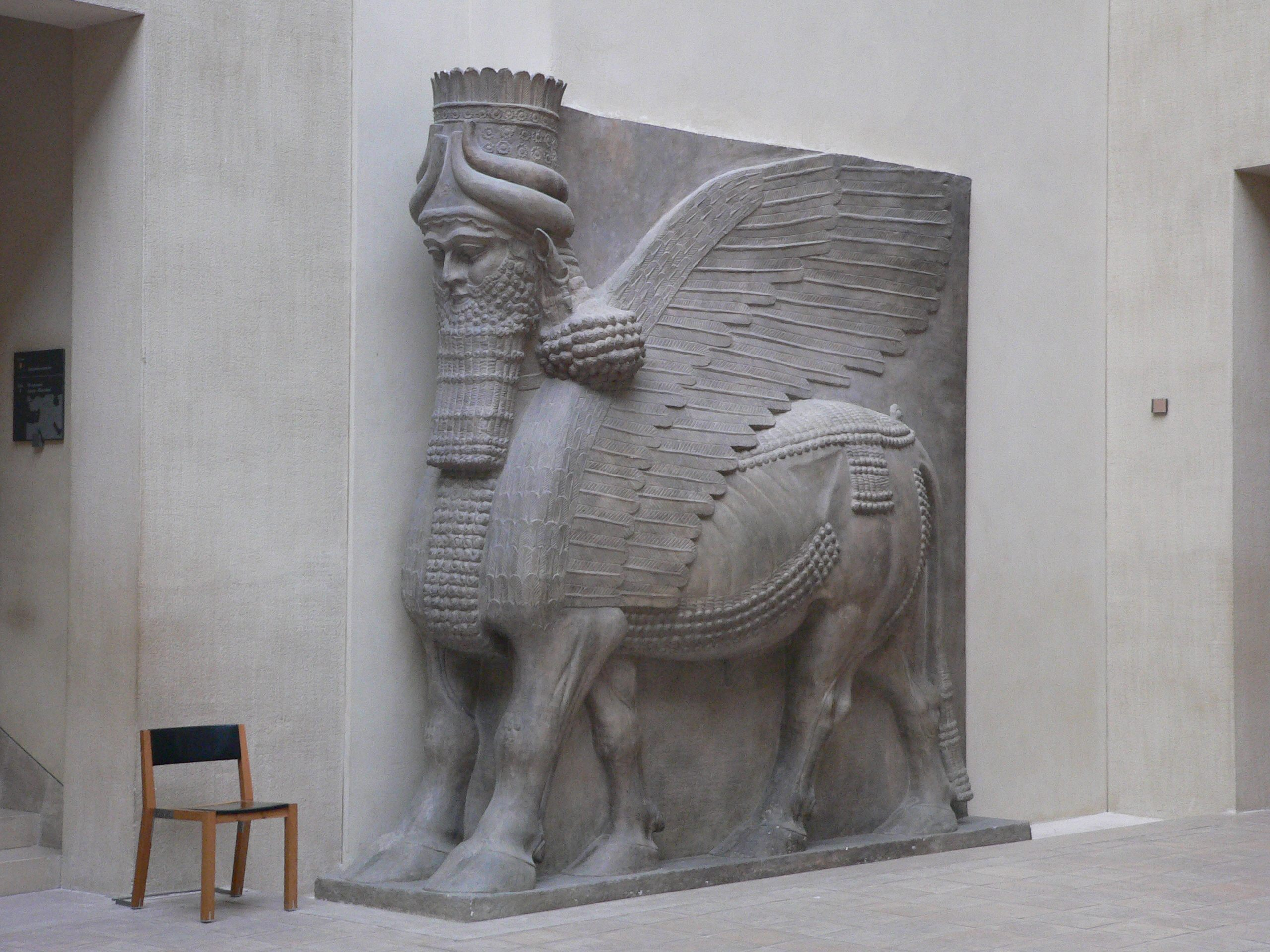
گاوهای بالدار در سردرب ورودی قصرهای آشور در عراق، واقع در موزه لوور

تمدن آشور همزمان با تمدن بابل، و در شمال میان رودان شکل گرفت. این قوم اصلاً سامی بودند و بر خلاف بابل در منطقه‌ای با منابع کم زندگی می‌کردند، به همین دلیل به قومی غارتگر و جنگجو تبدیل شدند و این خو، در هنر آن‌ها نیز نمود پیدا کرد. اکثر آثار هنری آن‌ها به دلیل زندگی در منطقه کوهستانی، از جنس سنگ است. هنر آشوری پس از تسلط کامل آشور بر میان رودان، پیشرفت چشمگیری داشت و با جلال و شکوه بیشتری کاخ و معبدهای کوه مانندی ساختند و مانند تمدن اکد هدف اصلی هنر، تجلیل از پادشاه بود. بیشترین آثاری که در دوره آشور به چشم میخورد، حجاری ها و نقاشی‌های روی دیوارهای کاخ‌هاست و معمولاً موضوعات اصلی آن‌ها زندگی روزمره پادشاه و صحنه‌های رزم و شکار است. در هنر آشوری حیوانات به خصوص اسب و شیر و بز با جزئیات بسیار ظریف و زیبایی حجاری میشدند. اندام‌های انسانی معمولاً سرسخت و آرمانی ترسیم شده اما همان جزئیات ظریف در صورت آن‌ها نیز وجود دارد. 
هنر بین‌النهرین و به خصوص هنرمندان آشوری، بر خلاف هنرمندان مصری به تزئین دیوار مقابر خود نمی‌پرداختند اما مکلف بودند که به شیوه دیگری با تصاویر، در حفظ و تجلیل قدرت پادشاهان مؤثر واقع شوند. برای مثال از دیرباز این رسم وجود داشته که بعد از وقوع یک جنگ، گزارشی تصویری بر روی سنگ به عنوان یک یادبود ثبت شود. در واقع پیروزی یا شکست آشوریان در جنگ مهم نبود و تنها نکته حائز اهمیت در تصاویر، تأکید هنرمند بر روی تجلیل پادشاه و قدرت او بوده‌است. با گذشت زمان این یادبودهای لوح مانند به گاهشمارها مصور و کامل جنگ‌های پادشاه مبدل شدند و سرتاسر دیوارهای کاخ‌های را فرا گرفتند. بهترین نمونه از این گاهشمار مربوط به دوره نصیرپال دوم است.

## نگارخانه

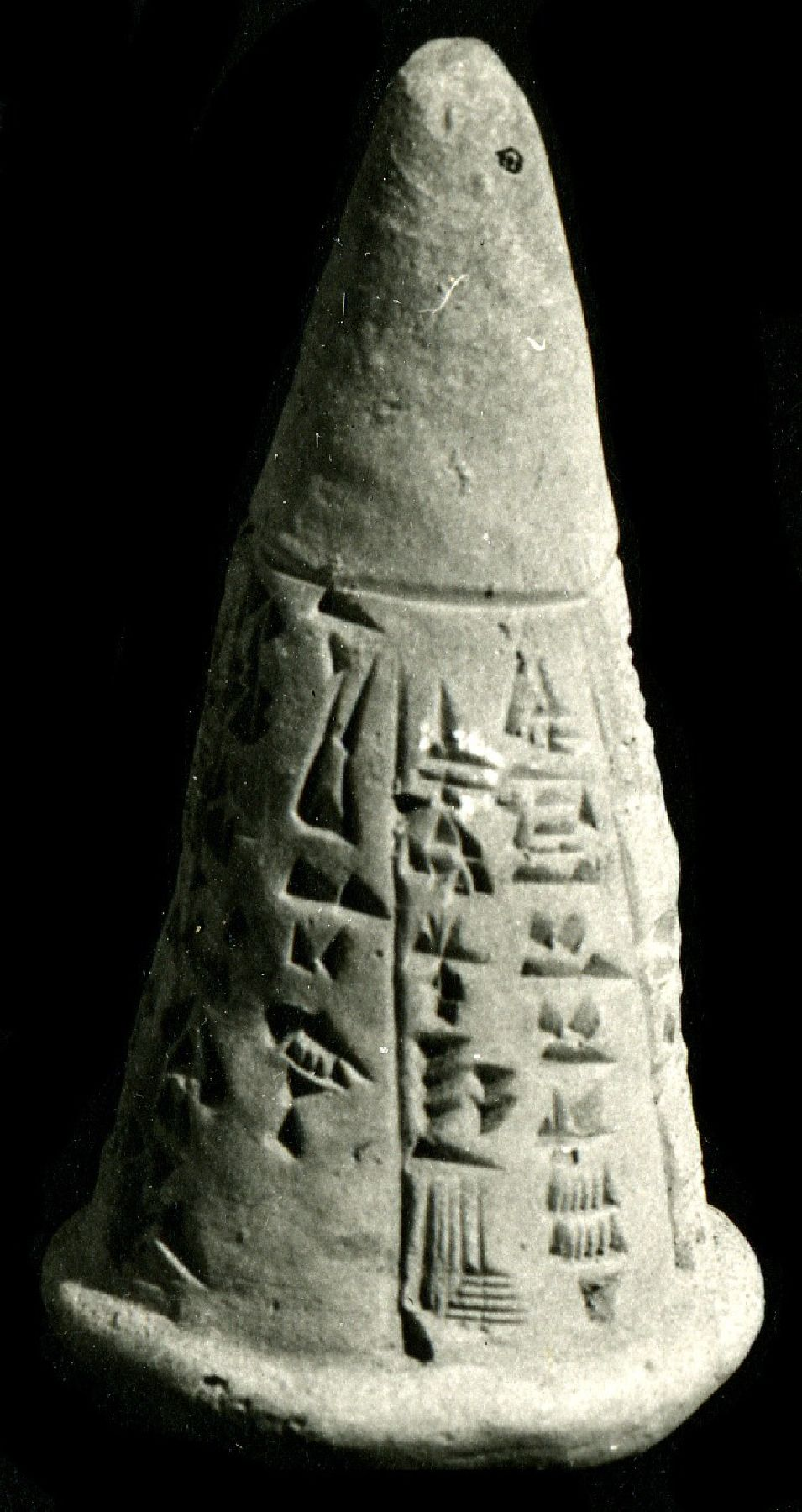
مجسمهٔ مخروطی که نام گوده‌آ، پادشاه لاگاش روی آن نوشته شده‌است.
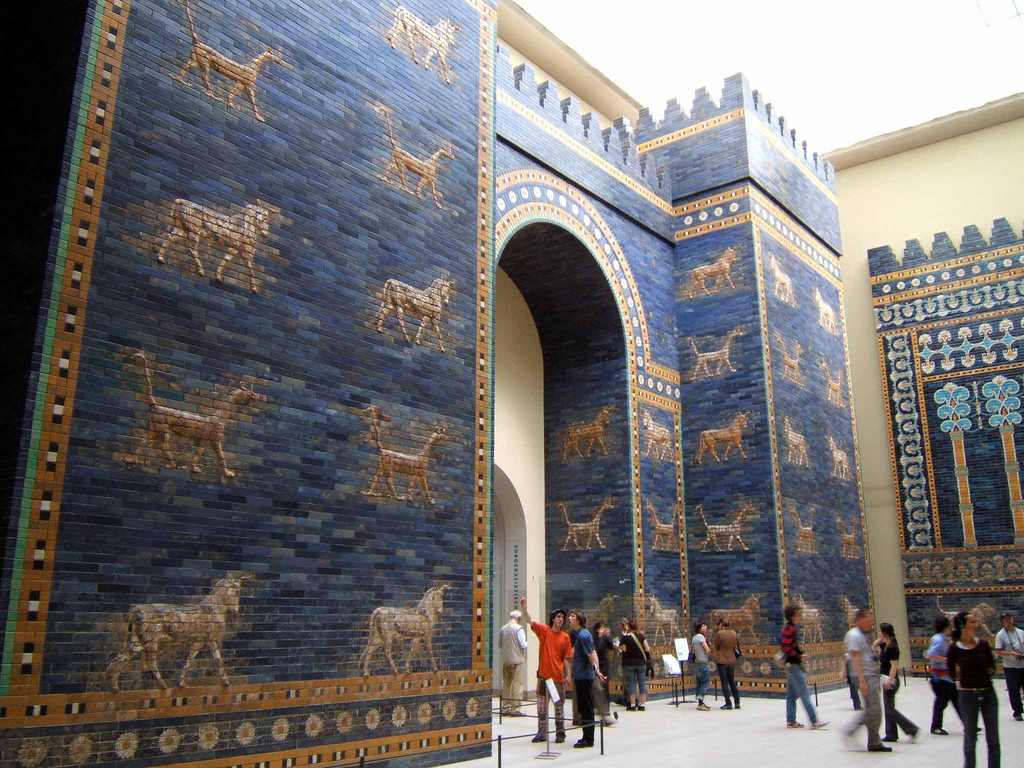
بقایای بازسازی شده دروازه ایشتار در موزه پرگامون، برلین
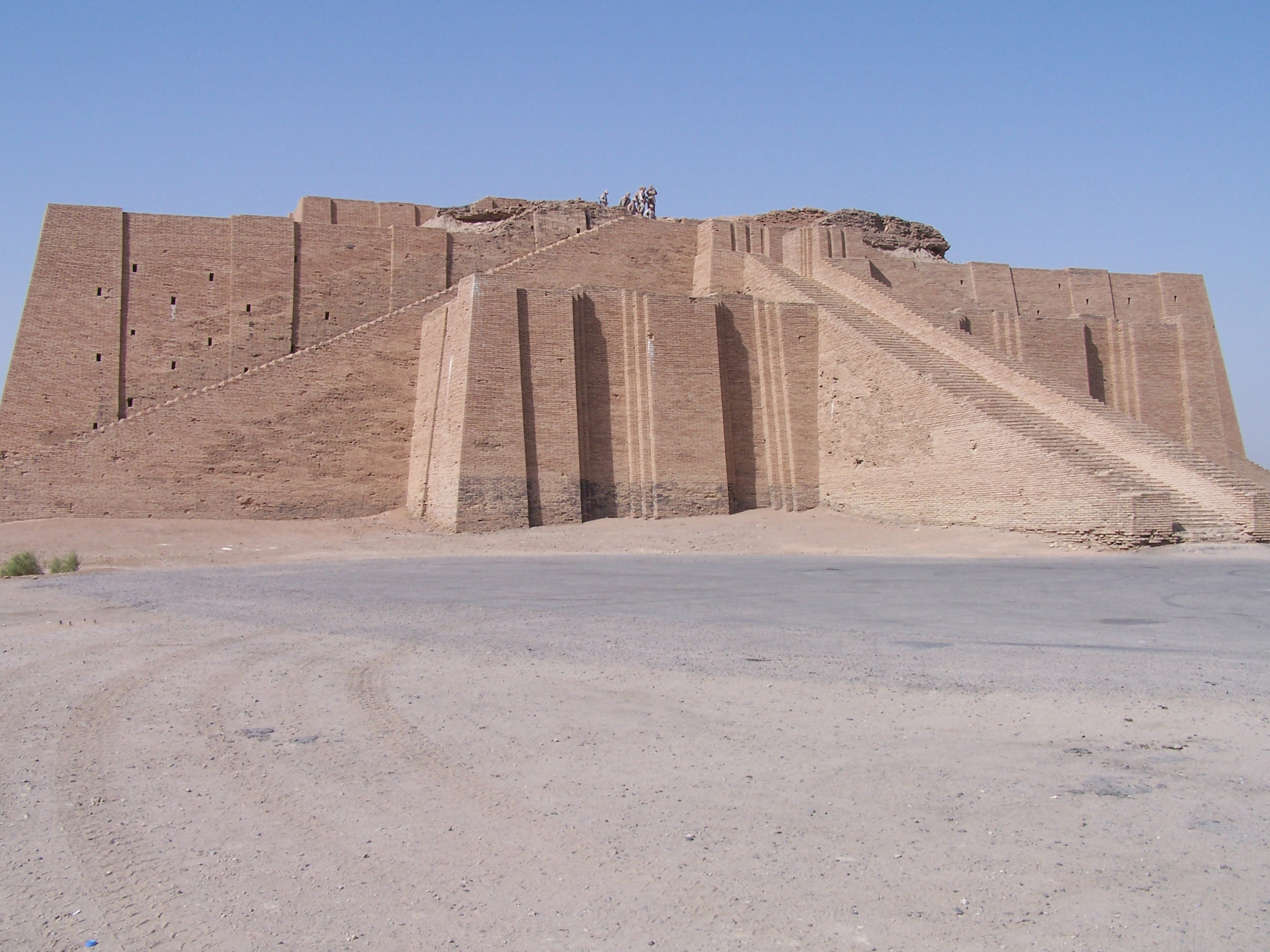
نمای بازسازی شدهٔ زیگورات اور

## فهرست منابع
- (Frankfort, Henri, The Art and Architecture of the Ancient Orient, Pelican History of Art, 4th ed 1970, Penguin (now Yale History of Art
- Crawford, Harriet E. W. (16 Sep 2004). Sumer and the Sumerians (2nd ed.). Cambridge University Press
- مرزبان، پرویز، خلاصة تاریخ هنر، انتشارات علمی و فرهنگی، ۱۳۸۳
- ذکرگو، امیر حسین و دیگران، سیر هنر در تاریخ، انتشارات مدرسه، ۱۳۸۲
- طاهرنیان٬علی٬جستاری در معماری: پیدایش تا عصر انقلاب صنعتی٬انتشارات وارسته. ۱۳۹۱
- گامبریچ، ارنست (۱۳۷۹). «۲». story of art [تاریخ هنر]. چاپ هفتم. ترجمهٔ علی رامین. نشر نی. صص. ص ۴۳ تا ۶۳. شابک ۹۷۸̠۹۶۴̠۳۱۲̠۴۷۰̠۰ مقدار |شابک= را بررسی کنید: invalid character (کمک).